# George Wendt
George Robert Wendt (født 27. oktober 1948, død 20. maj 2025) var en amerikansk skuespiller, som er bedst kendt for sin rolle som Norm Peterson i tv-serien Sams Bar (1982-1993).
Han blev født i Chicago, Illinois, og gik på Campion High School i Prairie du Chien, Wisconsin (samme skole som kongresmedlemmet Leo Ryan og guvernøren i Wisconsin Patrick Lucey). Han blev smidt ud af University of Notre Dame efter et semester, hvor mangel på studieaktivitet resulterede i en karakter på 0,00. Som beboer i det berygtede festhus Zahm House, var han bedre kendt for sine fester, end for sine studieaktiviteter. Han havde mere succes på Rockhurst College i Kansas City, Missouri, hvor han bestod med en Bachelor of Arts i økonomi.
Hans kone Bernadette Birkett, lagde stemme til Norms kone Vera i Sams Bar. Hun medvirkede aldrig i serien in persona. 

## Livet efterSams Bar
George Wendt optrådte som sig selv i Seinfeld, og gentog karakteren Norm Peterson både i The Simpsons og Frasier-episoden "Cheerful Goodbyes".
Han optrådte i flere episoder af Sabrina, skolens heks.
George spillede også far til Macaulay Culkin i Michael Jackson musikvideoen Black or White i 1991.